# 1636 en philosophie
Chronologie de la philosophie
- 1632
- 1633
- 1634
- 1635
- 1636
- 1637
- 1638
- 1639
- 1640

L’année 1636 a été marquée, en philosophie, par les événements suivants :

## Publications
- Marin Cureau de La Chambre : Nouvelles conjectures sur la digestion (1636)